# Balkanostenasellus skopljensis
Balkanostenasellus skopljensis är en kräftdjursart som först beskrevs av Stanko Karaman 1937.  Balkanostenasellus skopljensis ingår i släktet Balkanostenasellus och familjen Stenasellidae.

## Underarter
Arten delas in i följande underarter:
- B. s. croaticus
- B. s. meridionalis
- B. s. skopljensis
- B. s. thermalis